# Paul Berg
Paul Naim Berg (Nueva York, 30 de junio de 1926-Stanford, 15 de febrero de 2023) fue un bioquímico y profesor estadounidense en la Universidad de Stanford (en California). Recibió el Premio Nobel de Química en 1980, junto con Walter Gilbert y Frederick Sanger. El premio reconocía sus contribuciones a la investigación básica sobre los ácidos nucleicos. 
Berg cursó sus estudios universitarios en la Universidad Estatal de Pensilvania, donde se especializó en bioquímica. Se doctoró en bioquímica en la Universidad Case Western Reserve en 1952. Berg trabajó como profesor en la Facultad de Medicina de la Universidad de Washington y en la Escuela de Medicina de la Universidad Stanford, además de ser director del Centro Beckman de Medicina Molecular y Genética. Además del Premio Nobel, Berg recibió la Medalla Nacional de la Ciencia en 1983 y la Medalla de la Biblioteca Nacional de Medicina en 1986. Berg es miembro del Consejo de Patrocinadores del Bulletin of the Atomic Scientists.

## Primeros años y educación
Berg nació en Brooklyn, Nueva York, hijo de una pareja de inmigrantes judíos rusos, Sarah Brodsky, ama de casa, y Harry Berg, fabricante de ropa. Berg se graduó en el Abraham Lincoln High School en 1943, se licenció en bioquímica por la Penn State University en 1948 y se doctoró en bioquímica por la Case Western Reserve University en 1952. Es miembro de la fraternidad Beta Sigma Rho (ahora Beta Sigma Beta).

## Carrera e investigación

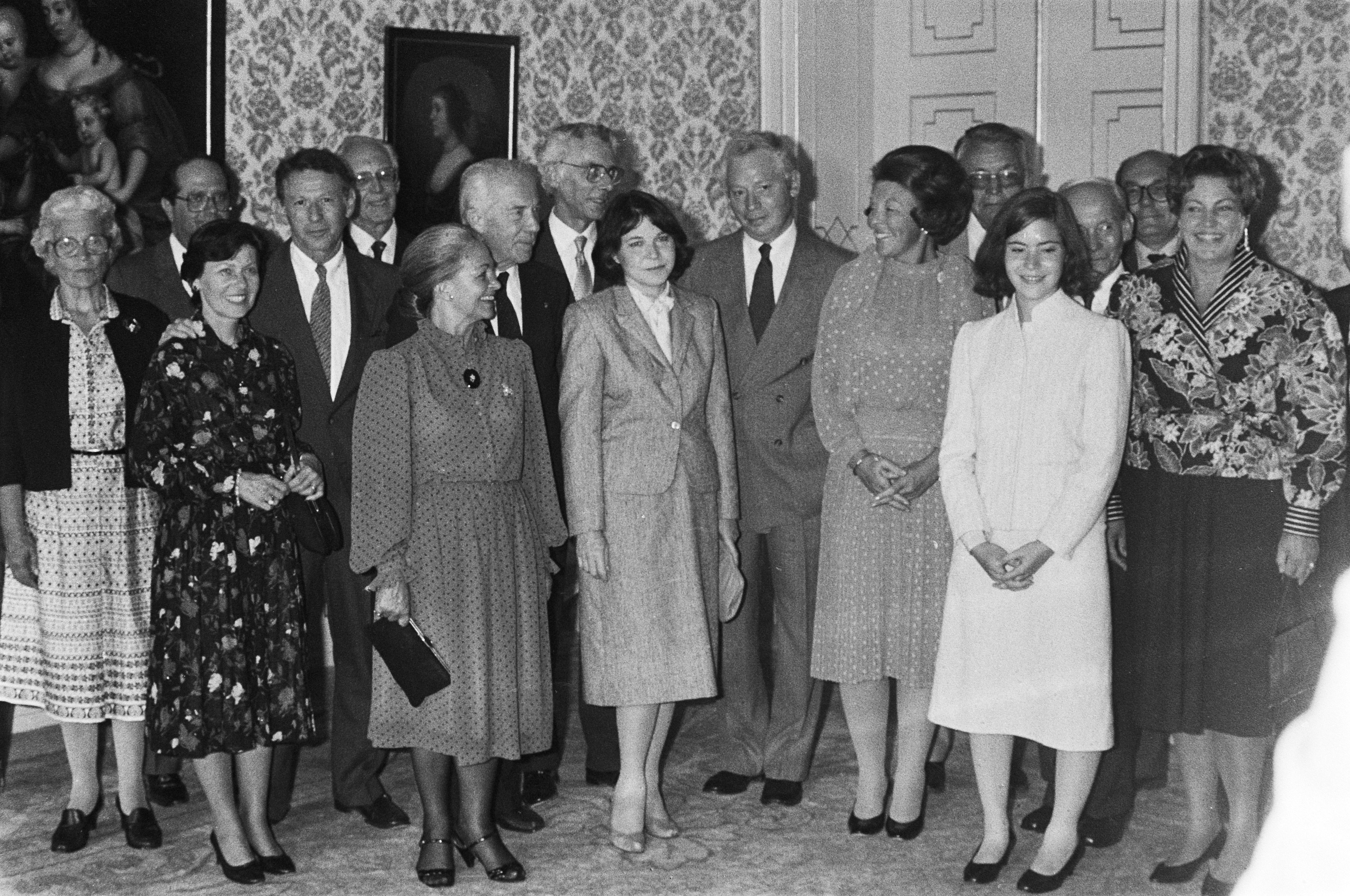
La reina Beatriz recibe a los premios Nobel: Mildred Levy, Paul Berg, Nicolaas Bloembergen, Christian de Duve, Louise Weinberg, Steven Weinberg, Reina Beatriz, Manfed Eigen, entre otros en 1983.

### Puestos académicos
Tras completar sus estudios de posgrado, Berg pasó dos años (1952-1954) como becario posdoctoral de la American Cancer Society, trabajando en el Instituto de Citofisiología de Copenhague (Dinamarca) y en la Facultad de Medicina de la Universidad de Washington, y pasó un tiempo adicional en 1954 como becario de investigación sobre el cáncer en el Departamento de Microbiología de la Facultad de Medicina de la Universidad de Washington. Durante su estancia en la Universidad de Washington trabajó con Arthur Kornberg. Berg también fue titular de una beca de investigación en Clare Hall, Cambridge. Fue profesor en la Facultad de Medicina de la Universidad de Washington desde 1955 hasta 1959. Después de 1959, Berg se trasladó a la Universidad de Stanford, donde enseñó bioquímica desde 1959 hasta el año 2000 y fue director del Centro Beckman de Medicina Molecular y Genética desde 1985 hasta el año 2000. En el año 2000 se retiró de sus cargos administrativos y docentes, pero continuó activo en la investigación.

### Intereses de investigación
Los estudios de postgrado de Berg incluyeron el uso de trazadores radioisotópicos para estudiar el metabolismo intermediario. Esto dio lugar a la comprensión de cómo los alimentos se convierten en materiales celulares, mediante el uso de carbonos isotópicos o átomos de nitrógeno pesados. El trabajo de doctorado de Paul Berg se conoce ahora como la conversión del ácido fórmico, el formaldehído y el metanol en estados totalmente reducidos de los grupos metilo de la metionina. También fue uno de los primeros en demostrar que el ácido fólico y los cofactores de la vitamina B12 tenían funciones en los procesos mencionados.
Podría decirse que Berg es más famoso por su trabajo pionero sobre el empalme de genes del ADN recombinante. Berg fue el primer científico que creó una molécula que contenía ADN de dos especies diferentes insertando ADN de otra especie en una molécula. Esta técnica de empalme de genes fue un paso fundamental en el desarrollo de la ingeniería genética moderna. Tras desarrollar la técnica, Berg la utilizó para sus estudios de los cromosomas víricos.
Actualmente, Berg es profesor emérito de Stanford. A partir del año 2000, dejó de investigar activamente para centrarse en otros intereses, como la participación en la política pública de cuestiones biomédicas relacionadas con el ADN recombinante y las células madre embrionarias y la publicación de un libro sobre el genetista George Beadle.
Berg es miembro del Consejo de Patrocinadores del Bulletin of the Atomic Scientists. También fue uno de los organizadores de la conferencia de Asilomar sobre el ADN recombinante en 1975. El año anterior, Berg y otros científicos habían pedido una moratoria voluntaria sobre ciertas investigaciones con ADN recombinante hasta que se pudieran evaluar los riesgos. Aquella influyente conferencia sí evaluó los peligros potenciales y estableció directrices para la investigación biotecnológica. Puede considerarse una de las primeras aplicaciones del principio de precaución.

## Premios y distinciones

### Premio Nobel
Berg recibió la mitad del Premio Nobel de Química de 1980, mientras que la otra mitad fue compartida por Walter Gilbert y Frederick Sanger. Berg fue reconocido por "sus estudios fundamentales de la bioquímica de los ácidos nucleicos, con especial atención al ADN recombinante", mientras que Sanger y Gilbert fueron honrados por "sus contribuciones relativas a la determinación de las secuencias de bases en los ácidos nucleicos."

### Otros
Fue elegido miembro de la Academia Americana de las Artes y las Ciencias y de la Academia Nacional de Ciencias de los Estados Unidos en 1966. En 1983, Ronald Reagan le concedió la Medalla Nacional de la Ciencia. Ese mismo año fue elegido miembro de la American Philosophical Society. En 1989, recibió el Golden Plate Award de la American Academy of Achievement. En 1992 fue elegido miembro extranjero de la Royal Society (ForMemRS). En 2005 fue galardonado con el Biotechnology Heritage Award por la Biotechnology Industry Organization (BIO) y la Chemical Heritage Foundation. En 2006 recibió el premio Carl Sagan de Wonderfest a la divulgación científica.